# SM-62 스나크

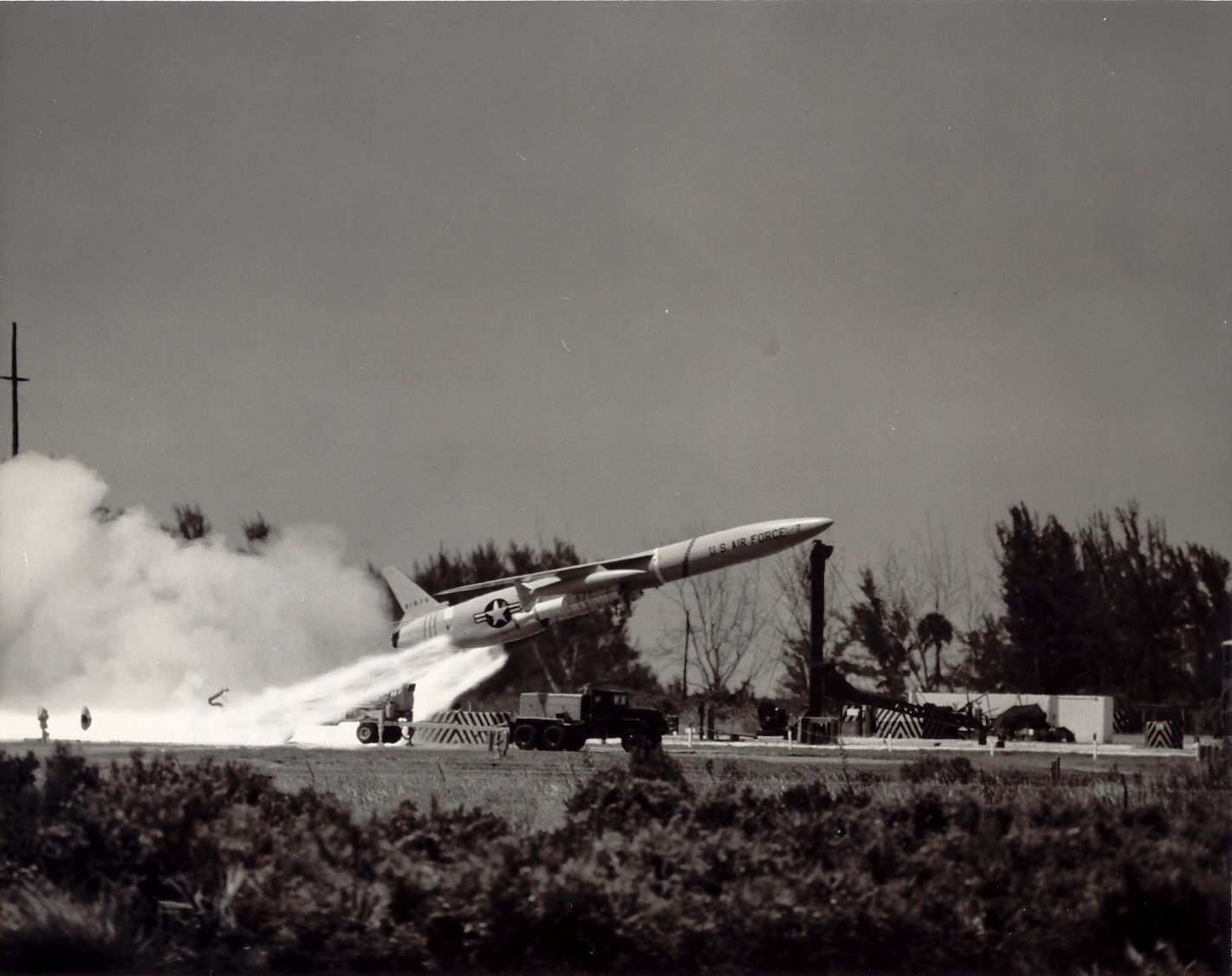

노스롭 SM-62 스나크(Northrop SM-62 Snark)는 W39 열핵탄두를 탑재할 수 있는 초기 모델 대륙간 거리 지상 발사 순항 미사일이다. 스나크는 1958년부터 1961년까지 미 공군 전략공군사령부에 의해 배치되었다. 이 미사일은 냉전 기간 동안 무기 기술의 중요한 단계를 나타냈다. 스나크는 잭 노스드롭에 의해 명명되었으며 작가 루이스 캐럴의 캐릭터 "스나크"(Snark)에서 이름을 따왔다. 스나크는 미 공군이 배치한 장거리 지대지 순항 미사일 중 유일한 것이다. ICBM 배치 이후 스나크는 더 이상 쓸모없게 되었고 1961년 배치에서 제외되었다.

## 같이 보기
- MGM-1 마타도르
- SSM-N-8 레귤러스
- 미사일 목록